# (31785) 1999 KK13
1999 KK13 (asteroide 31785) é um asteroide da cintura principal. Possui uma excentricidade de 0.06628710 e uma inclinação de 4.10300º.
Este asteroide foi descoberto no dia 18 de maio de 1999 por LINEAR em Socorro.